# Numbers (Lost)
Numbers é o décimo oitavo episódio da primeira temporada de Lost. Ele foi dirigido por Dan Attias e escrito por Brent Fletcher e David Fury. Foi ao ar originalmente em 2 de Março de 2005, pela emissora estadunidense ABC. O episódio tem foco no personagem de Hugo "Hurley" Reyes, interpretado por Jorge Garcia. Nesse episódio são apresentados os números de Lost (4, 8, 15, 16, 23 e 42), uma das principais mitologia da série.

## Sinopse
Hurley descobre nas anotações da mulher francesa, Danielle Rousseau, uma sequência de números que ele acredita serem amaldiçoados. Ele parte, então, para a floresta em busca de Rousseau para saber o que os números significam. É revelado que Hurley havia usado aquela mesma sequência de números para ganhar na loteria e que, entretanto, acidentes começaram a acontecer com pessoas ao seu redor. Hurley acaba por associar essa onda de má sorte com os números. Ele descobre que aqueles números haviam sido ouvidos por uma base militar vindos do Oceano Pacífico, numa transmissão misteriosa interceptada por marinheiros estadunidenses, e que a francesa chegou até à ilha por causa deles.

## Enredo

### Flashbacks
Nesse episódio, o personagem dos flashbacks é Hurley. O primeiro deles aparece logo depois de Hurley ver uma série de números (4, 8, 15, 16, 23 e 42) escritos repetidamente num papel que pertencia a Danielle Rousseau e que fora guardado por Sayid. É revelado que esses foram os números que Hurley havia utilizado para ganhar na loteria.
Outro flashback mostra Hurley dando uma entrevista à imprensa sobre a fortuna que havia ganhado. Ele diz que a sua prioridade é ajudar sua família, sobretudo seu avô, Tito. Hurley vira-se para as câmeras e Tito morre logo atrás dele de um ataque cardíaco.
Hurley conclui que os números não lhe trouxeram boa sorte e comenta isso com sua mãe. Ele diz que o dinheiro dele parece estar amaldiçoado. Sua mãe o repreende falando que sua família é católica e não acredita nisso. Hurley a leva para uma casa que havia acabado de comprar. A casa começa a pegar fogo e Hurley pega o telefone para chamar os bombeiros. Antes que conseguisse completar a ligação, é preso pela polícia, confundido com um traficante de drogas.

## Produção
Uma referência a Curb Your Enthusiasm é feita no episódio quando Hurley é confundido com um traficante de drogas e preso por isso. Em Curb Your Enthusiasm, Jorge Garcia, intérprete de Hurley, é um traficante. O personagem Boone é o único dos protagonistas que não aparece nesse episódio.